# Joanne Samuel
Joanne Samuel, née le 5 août 1957 à Sydney, est une actrice et réalisatrice australienne. Elle est notamment connue pour avoir joué le rôle de Jessie Rockatansky dans le film Mad Max.

## Biographie
Joanne Samuel est connue pour avoir jouée le role de Jessie Rockatansky, femme de Max (Mel Gibson) dans le film australien Mad Max sorti en 1979.

## Filmographie

### Cinéma

#### Longs métrages
- 1979 : Mad Max de George Miller : Jessie
- 1981 : Alison's Birthday de Ian Coughlan : Alison Findlay
- 1982 : Early Frost de David Hannay (producteur) : Chris
- 1987 : Gallagher's Travels de Michael Caulfield : Sally
- 1988 : Spook de David Anthony Hall : Carole Bradly
- 1997 : The Wiggles Movie de Dean Covell : Mrs. Bingle
- 2017 : Mon ami le dinosaure (My Pet Dinosaur) de Matt Drummond : Doris Mercher
- 2018 : Acute Misfortune de Thomas M. Wright : Magistrate
- 2019 : Christmas Down Under de Louis Mandylor: Barbara Parker

#### Courts métrages
- 2017 : The Last Babushka Doll d'Angelo Salamanca : Lucy

### Télévision

#### Téléfilms
- 1984 : Queen of the Road de Bruce Best : Rosy Costello
- 1985 : The Long Way Home de Catherine Millar : Julie
- 1987 : Watch the Shadows Dance de Mark Joffe : Sonia Spane

#### Séries télévisées
- 1973 : Certain Women : Caroline Stone
- 1973 : The Box (épisode 1.6) : la fille de Mr. Baker
- 1973-1974 : Matlock Police (épisode Help) : Cathy Phillips / (épisode Mummy) : Jenny
- 1974 : Class of '74 (en) : Sue Taylor
- 1974 : Homicide (épisode I Keep Going Back to Be Certain) : Lynn Fisher
- 1975 : Shannon's Mob (épisode Trip to Nowhere) : Felicity Maitland
- 1976 : The Sullivans : Cynthia Cavanaugh
- 1976-1979 : Pour la vie (The Young Doctors) : Jill Gordon (14 épisodes)
- 1978 : Cop Shop : Maureen Hamilton (2 épisodes)
- 1978 : Case for the Defence (épisode Second Time Around) : Amy
- 1979-1980 : Skyways : Kelly Morgan (116 épisodes)
- 1981 : Ratbags (12 épisodes)
- 1986 : Five Times Dizzy
- 1988 : Hey Dad..! : Jeanette Taylor (7 épisodes)
- 1997 : Fallen Angels (épisode Smoke Gets in Your Eyes) : Helen Bader
- 2001 : All Saints (épisode Skeletons in the Closet) : Ingrid Clements
- 2014 : Rake (épisode 3.7) : la nourrice
- 2015 : Peter Allen: Not the Boy Next Door (mini-série) : Bev Moulson
- 2016 : Brock (mini-série) : Louise Kraft (2 épisodes)
- 2018 : Stinson Creek : (épisode The Witness) : Legal Aid